# Jon Fosse
Jon Fosse (n. 29 septembrie 1959, Haugesund, Rogaland, Norvegia) este un autor și dramaturg norvegian, laureat al Premiului Nobel pentru Literatură în anul 2023 „pentru piesele și proza sa inovatoare care dau glas inefabilului”. Este dramaturgul norvegian cu cele mai multe reprezentații după Henrik Ibsen. Deseori denumit „noul Ibsen”, scrierile lui Fosse s-au remarcat ca o continuare modernă a tradiției dramatice stabilite de Ibsen în secolul al XIX-lea. 

## Biografie
Jon Fosse s-a născut în Haugesund, Norvegia, și a crescut în Strandebarm. Un accident grav la vârsta de șapte ani l-a adus aproape de moarte, iar experiența i-a influențat semnificativ scrisul în timpul vârstei adulte. S-a înscris la Universitatea din Bergen și a studiat literatura comparată, orientându-se mai târziu spre o carieră literară, scriind în nynorsk, unul dintre cele două standarde scrise ale limbii norvegiene. Romanul său de debut, Raudt, svart (Roșu, Negru), a fost publicat în 1983. Prima sa piesă, Og aldri skal vi skiljast (Și nu vom fi niciodată despărțiți), a fost pusă în scenă și publicată în 1994. Fosse a scris romane, povestiri, poezie, cărți pentru copii, eseuri și piese de teatru. Operele sale au fost traduse în peste patruzeci de limbi. El a cântat, de asemenea, la un instrument (la vioară), și o mare parte din practica sa literară din adolescență a implicat creația propriilor versuri pentru piesele muzicale.

## Recunoaștere
Fosse este dramaturgul norvegian cu cele mai multe reprezentații după Henrik Ibsen. El a fost adesea numit „noul Henrik Ibsen” și scrierile sale - o continuare modernă a tradiției stabilite de Henrik Ibsen în secolul al XIX-lea. El însuși îi menționează pe Samuel Beckett, precum și pe Georg Trakl și Thomas Bernhard printre persoanele cu care are afinități (Wahlverwandschaften). Între alți autori și cărți care i-au influențat viața și opera se includ Olav Hauge, Franz Kafka, William Faulkner, Virginia Woolf și Biblia.
Fosse a fost numit cavaler al Ordre national du Merrite al Franței în 2003. Fosse a fost, de asemenea, clasat pe locul 83 pe lista Top 100 de genii în viață de către The Daily Telegraph.
Din 2011, Fosse a primit Grotten, o reședință de onoare deținută de statul norvegian și situată în incinta Palatului Regal din centrul orașului Oslo. Folosirea Grotten ca reședință permanentă este o onoare acordată în mod preferențial de către Regele Norvegiei pentru contribuții în cultura și artele norvegiene.
Fosse a fost printre consultanții literari ai Bibel 2011, o traducere norvegiană a Bibliei publicată în 2011.
Fosse a fost distins cu Premiul pentru Literatură al Consiliului Nordic în 2015 pentru trilogia Andvake (Trezire), Olavs draumar (Visele lui Olav) și Kveldsvævd (Oboseală).
Numeroase lucrări ale lui Fosse au fost traduse în persană de Mohammad Hamed, iar lucrările sale au fost reprezentate pe principalele scene din Teheran, Iran. 
În aprilie 2022, romanul său A New Name: Septology VI-VII, tradus în engleză de Damion Searls, a fost selectat pentru International Booker Prize. Cartea a fost desemnată finalistă la premiul National Book Critics Circle Award in Fiction din 2023.
În octombrie 2023, Fosse a primit Premiul Nobel pentru Literatură. El este prima persoană laureată care a scris în standardizarea nynorsk a limbii norvegiene.
Fosse lucrează și ca traducător al scrierilor altor autori, în timpul muncii la romanele sale.

## Viața personală
Locuiește o parte din timp cu cea de-a doua soție, o slovacă, în Hainburg an der Donau din Austria. De asemenea, are o casă în Bergen și alte două case în vestul Norvegiei. Inițial membru al Bisericii Norvegiei (deși s-a descris ca ateu înainte de 2012), s-a alăturat apoi Bisericii Catolice în 2012–2013 și s-a internat în spital pentru a se recupera de consumul de alcool pe termen lung.

## Lista operelor

### Proză
- Raudt, svart (1983). Red, Black
- Stengd gitar (1985). Closed Guitar
- Blod. Steinen er (1987). Blood. The Stone Is
- Naustet (1989). Boathouse, trans. May-Brit Akerholt (Dalkey Archive, 2017).
- Flaskesamlaren (1991). The Bottle-Collector
- Bly og vatn (1992). Lead and Water
- To forteljingar (1993). Two Stories
- Prosa frå ein oppvekst (1994). Prose from a Childhood
- Melancholia I (1995). Melancholy, trans. Grethe Kvernes and Damion Searls (Dalkey Archive, 2006).
- Melancholia II (1996). Melancholy II, trans. Eric Dickens (Dalkey Archive, 2014).
- Eldre kortare prosa med 7 bilete av Camilla Wærenskjold (1998). Older Shorter Prose with 7 Pictures of Camilla Wærenskjold
- Morgon og kveld (2000). Morning and Evening, trans. Damion Searls (Dalkey Archive, 2015).
- Det er Ales (2004). Aliss at the Fire, trans. Damion Searls (Dalkey Archive, 2010).
- Andvake (2007). Wakefulness
- Kortare prosa (2011). Shorter Prose
- Olavs draumar (2012). Olav's Dreams
- Kveldsvævd (2014). Weariness
- Trilogien (2014). Trilogy, trans. May-Brit Akerholt (Dalkey Archive, 2016). Compiles three novellas: Wakefulness, Olav's Dreams and Weariness.
- Det andre namnet – Septologien I-II (2019). The Other Name: Septology I-II, trans. Damion Searls (Fitzcarraldo Editions, 2019).
- Eg er ein annan – Septologien III-V (2020). I Is Another: Septology III-V, trans. Damion Searls (Fitzcarraldo Editions, 2020).
- Eit nytt namn – Septologien VI-VII (2021). A New Name: Septology VI-VII, trans. Damion Searls (Fitzcarraldo Editions, 2021).

### Piese de teatru
- Acești ochi (Desse auga, 2009)
- Copilul (Barnet, 1996)
- Dei døde hundane (2004)
- Dødsvariasjonar (2001)
- După-amiază (Ettermiddag, 2000)
- Eu sunt vântul (Eg er vinden, 2007)
- Fata de pe canapea (Jenta i sofaen, 2002)
- Fiul ( Sonen, 1997)[55]
- Iarna (Vinter) (2000)
- Lilac (Lilla) (2003)
- Mama și copilu (Mor og barn, 1997)
- Natta syng sine songar (1997)
- Nokon kjem til å komme (1992–93/1996)
- Numele (Namnet, 1995)
- Og aldri skal vi skiljast (1994)
- Omul-chitară (Gitarmannen, 1999)
- Rambuku (2006)
- Sa ka la (2004)
- Somn (Svevn) (2005)
- Suzannah (2004)
- Umbre (Skuggar, 2006)
- Vakkert (2001)
- Varmt (2005)
- Vis de toamnă (Draum om hausten, 1999)
- Vizite (Besøk) (2000[55]
- Tu dormi, micul meu copil (Sov du vesle barnet mitt, 2000)
- Zi de vară (Ein sommars dag, 1999)

### Poezie
- Engel med vatn i augene (1986)
- Hundens bevegelsar (1990)
- Hund og engel (1992)
- Dikt 1986–1992 (1995). Revidert samleutgåve
- Nye dikt 1991–1994 (1997)
- Dikt 1986–2001 (2001). Samla dikt. Lyrikklubben
- Auge i vind (2003)
- Stein til stein (2013)

### Eseuri
- Frå telling via showing til writing (1989)
- Gnostiske essay (1999)
- An Angel Walks Through the Stage and Other Essays, trans. May-Brit Akerholt (Dalkey Archive, 2015).

## Traduceri în limba română ale operelor lui Jon Fosse
- Cineva are să vină, editura Uniter, 2001, ISBN 9788129131
- Frumos, editura Vremea, 2008, ISBN 9789736452895
- Numele celălalt. Septologie I-II, traducere Ovio Olaru, editura Pandora M, 2022, ISBN 9786069784501

## Premii și onoruri
- Premiul Aschehoug în 1997[56]
- Premiul pentru Literatură Nynorsk în 1998 [57]
- Premiul Dobloug în 1999[58]
- Norsk kulturråds ærespris în 2003
- Premiul pentru Literatură Nynorsk în 2003[57]
- Cavaler al Ordinului Național de Merit al Franței (2003)[59]
- Premiul Brage în 2005
- Comandant al Ordinului Regal Norvegian Sf. Olav în 2005[60]
- Premiul Nordic al Academiei Suedeze în 2007[61] [62]
- Deutscher Jugendliteraturpreis al Ministerului Federal al Familiei în 2007[63]
- Premiul Ibsen în 2010[64]
- Premiul European pentru Literatură în 2014[65]
- Premiul pentru Literatură al Consiliului Nordic în 2015[66]
- Premiul Nobel pentru Literatură în 2023[67]

- Fundația Fosse (cu sediul în Strandebarm) este o organizație dedicată lui Fosse și scrierilor sale. Clădirea este situată lângă casa copilăriei lui Fosse, o casă care aparține bunicilor săi.[68]